# فایروالکر
فایروالکر یا راه آتشین (به انگلیسی: Firewalker) یک فیلم کمدی، اکشن و ماجراجویانه آمریکایی محصول سال ۱۹۸۶ با بازی چاک نوریس، لوئیس گوست، جونیور، ویل سمسون و ملودی اندرسون به کارگردانی جی. لی تامپسون است. این اثر نخستین نقش کمدی چاک نوریس محسوب می‌شود.

## داستان
مکس دونیگان و لئو پورتر دو شکارچی گنج هستند که ماجراجویی‌هایشان به ندرت منجر به موفقیت قابل توجهی می‌شود. بعد از اینکه آخرین دوره کاری آنها به خطا رفت، آنها توسط زنی به ظاهر روانی به نام پاتریشیا گودوین، صاحب نقشه گنجی استخدام می‌شوند. او آنها را متقاعد می کند که این نقشه منجر به پیدا شدن ذخیره عظیمی از معدن طلا متعلق به فایر والکر ("Firewalker") می‌شود. سپس می‌گوید که یک نفر دیگری نیز در حال جستجوی نقشه است. و ...

## بازیگران
- چاک نوریس . . ماکس دونیگان [۳]
- لوئیس گاست جونیور . . لئو پورتر
- ملودی اندرسون . . پاتریشیا گودوین
- ویل سمسون
- سانی لاندهام . . ال کویوت
- جان ریس-دیویس . . کوری تیلور
- ایان آبرکرومبی . . بوگس
- ریچارد لی سونگ . . مرد چینی / ژنرال
- زید سیلویا گوتیرز . . . دختر هندی
- vlvaro Carcaño. . . ویلی
- جان هازلود . . تواب
- دیل پین . . خلبان
- کوین زینتر . . خلبان
- ماریو آروالو . . رهبر چریک
- میگوئل آنگل فوئنتز